# Verrières-en-Forez
Verrières-en-Forez is een gemeente in het Franse departement Loire (regio Auvergne-Rhône-Alpes) en telt 540 inwoners (1999). De plaats maakt deel uit van het arrondissement Montbrison.

## Geografie
De oppervlakte van Verrières-en-Forez bedraagt 20,9 km², de bevolkingsdichtheid is 25,8 inwoners per km².
De onderstaande kaart toont de ligging van Verrières-en-Forez met de belangrijkste infrastructuur en aangrenzende gemeenten.

## Demografie
Onderstaande figuur toont het verloop van het inwonertal (bron: INSEE-tellingen).